# Оскол (река)
Оскол (на руски: Оскол; на украински: Оскіл) е река протичаща по територията на Русия (Курска и Белгородска област) и Украйна (Харковска област), ляв приток на Северски Донец, от басейна на Дон. Дълга е 412 km, а площта на водосборния ѝ басейн е 14 800 km².
Река Оскол води началото си от югозападния край на село Пузачи, Курска област на Русия, на 256 m н.в., в южната част на Средноруското възвишение. Тече предимно в южна посока в широка и плитка долина по южната част на Средноруското възвишение. При преградната стена на Староосколското водохранилище навлиза в Белгородска област, а при украинското село Тополи напуска пределите на Русия и навлиза на територията на Украйна. На 2 km източно от село Синичине (Харковска област), на 68 m н.м. се влива отляво в река Северски Донец (десен приток на Дон), при нейния 580 km. Основни притоци: леви – Апочка, Убля, Котел, Валуй, Ураева, Уразова; десни – Орлик, Халан, Холок, Козинка. Има предимно снежно подхранване с ясно изразено пълноводие в края на март и началото на април. Средният годишен отток на 9,5 km от устието ѝ е 44,2 m³/sec. Замръзва през ноември или началото на декември, а се размразява през март или началото на април. Водите ѝ основно се използват за водоснабдяване. В горното ѝ течение е изградено Староосколското водохранилище, а в най-долното, на 9,5 km от устието – Красноосколското водохранилище. По течението на река Оскол са разположени множество населени места, в т.ч. в Белгородска област градовете Стари Оскол, Нови Оскол и Валуйки и селищата от градски тип Чернянка, Волоконовка и Уразово. В Харковска област – град Купянск и селищато от градски тип Двуречная, Купянск Узловой, Ковшаровка и Боровая.